# Emmanuel Perea
José Emmanuel Perea (San Miguel de Tucumán, 8 aprile 1985) è un ex calciatore argentino, di ruolo centrocampista.

## Caratteristiche tecniche
È un esterno destro.

## Palmarès
- Primera B Metropolitana: 1

Almirante Brown: 2006-2007
- Campionato argentino di seconda divisione: 1

San Martín (T): 2007-2008